# 4839 Daisetsuzan
4839 Daisetsuzan (1989 QG) là một tiểu hành tinh vành đai chính được phát hiện ngày 25 tháng 8 năm 1989 bởi Endate và Watanabe ở Kitami.